# Billion Dollar Babies
| Recensione                | Giudizio |
| ------------------------- | -------- |
| Rolling Stone Album Guide | [ 1 ]    |

Billion Dollar Babies è il sesto album in studio degli Alice Cooper uscito nel 1973 per la Warner Brothers Records.

## Il disco
Il disco è uno dei più noti della sua vasta discografia, contenente brani illustri del cantante come Elected, No More Mr Nice Guy e I Love The Dead.

## Tracce
1. Hello, Hooray – 4:15 (Kempf)
2. Raped and Freezin' – 3:19 (Cooper, Michael Bruce)
3. Elected– 4:05 (Cooper, Glen Buxton, Bruce, Dennis Dunaway, Neal Smith)
4. Billion Dollar Babies – 3:43 (Cooper, Bruce, Reggie)
5. Unfinished Sweet – 6:18 (Cooper, Bruce, Smith)
6. No More Mr. Nice Guy – 3:06 (Cooper, Bruce)
7. Generation Landslide – 4:31 (Cooper, Buxton, Bruce, Dunaway, Smith)
8. Sick Things – 4:18 (Cooper, Bruce, Bob Ezrin)
9. Mary Ann – 2:21 (Cooper, Bruce)
10. I Love the Dead – 5:09 (Cooper, Ezrin)

## Tracce nella versione rimasterizzata
1. Hello, Hooray (Live) - 3:04 (Kempf)
2. Billion Dollar Babies (Live) - 3:47 (Cooper, Bruce, Reggie)
3. Elected (Live) - 2:28 (Cooper, Buxton, Bruce, Dunaway, Smith)
4. I'm Eighteen (Live)- 4:50 (Cooper, Buxton, Bruce, Dunaway, Smith)
5. Raped and Freezin' (Live) - 3:14 (Cooper, Bruce)
6. No More Mr. Nice Guy (Live) - 3:07 (Cooper, Bruce)
7. My Stars (Live) - 7:32 (Cooper, Ezrin)
8. Unfinished Sweet (Live) - 6:01 (Cooper, Bruce, Smith)
9. Sick Things (Live) - 3:16 (Cooper, Bruce, Ezrin)
10. Dead Babies (Live) - 2:58 (Cooper, Buxton, Bruce, Dunaway, Smith)
11. I Love the Dead (Live) - 4:48 (Cooper, Ezrin)
12. Coal Black Model T - 4:28
13. Son of Billion Dollar Babies - 3:45
14. Slick Black Limousine - 4:26 (Cooper, Dunaway)

## Singoli
- - 1972: Elected
  - 1973: Hello Hooray
  - 1973: Slick Black Limousine
  - 1973: No More Mr. Nice Guy
  - 1973: Billion Dollar Babies

## Componenti
- Alice Cooper - voce, armonica
- Glen Buxton - chitarra
- Michael Bruce - chitarra, pianoforte, organo
- Dennis Dunaway - basso
- Neal Smith - batteria

## Ospiti
- Bob Ezrin - tastiere
- Dick Wagner - chitarra in I Love the Dead
- Donovan - voce in Billion Dollar Babies
- Steve Hunter - chitarra in I Love the Dead
- Mick Mashbir - chitarra in I Love the Dead
- Reggie Vincent - percussioni

## Classifiche
Album
| Anno | Classifica            | Posizione |
| ---- | --------------------- | --------- |
| 1973 | Billboard 200         | 1         |
| 1973 | Official Albums Chart | 1         |
| 1973 | Olanda                | 1         |
| 1973 | Germania              | 9         |
| 1973 | Austria               | 4         |
| 1973 | Norvegia              | 6         |